# Halfbrick Studios
Halfbrick Studios Pty Ltd, o semplicemente Halfbrick, è una società australiana che sviluppa videogiochi.
È stata fondata nel 2001.
Ha rilasciato giochi noti come Fruit Ninja (2010) e Jetpack Joyride (2011).
Oltre al quartier generale di Brisbane, Halfbrick ha aperto altri cinque uffici: a Sydney, ad Adelaide, in Spagna, in Bulgaria e a Los Angeles. Nel marzo 2012, Halfbrick Studios ha acquisito Onan games a un prezzo non rivelato per utilizzare il proprio software Mandreel, che consente ai giochi di supportare lo sviluppo di IOS, Android, Adobe Flash e HTML5.
Nel 2015, Fruit Ninja era già stato scaricato in oltre 1 miliardo di dispositivi. Nel 2017, Halfbrick è stata inserita nella Queensland Business Leaders hall of fame.

## Giochi[2]
2002
| Rocket Power: Beach Bandits | PlayStation 2, Nintendo Gamecube, Xbox |

2003
| Fuzz & Rocket (cancellato) | Game Boy Advance |

2004
| Ty the Tasmanian Tiger 2: Bush Rescue | Game Boy Advance |

2005
| Ty the Tasmanian Tiger 3: Night of the Quinkan | Game Boy Advance |

2006
| Barnyard                             | Game Boy Advance |
| Avatar: The Last Airbender           | Game Boy Advance |
| Nicktoons: Battle for Volcano Island | Game Boy Advance |

2007
| Heatseeker                                     | PlayStation Portable |
| Avatar: The Last Airbender – The Burning Earth | Game Boy Advance     |
| The Legend of Spyro: The Eternal Night         | PlayStation 2, Wii   |

2008
| Hellboy: The Science of Evil                  | PlayStation Portable |
| Avatar: The Last Airbender – Into the Inferno | Nintendo DS          |

2009
| Star Wars: The Clone Wars – Republic Heroes | Microsoft Windows                                      |
| Marvel Super Hero Squad                     | Nintendo DS                                            |
| Halfbrick Blast Off                         | Xbox 360, PlayStation Portable, PlayStation 3          |
| Halfbrick Echoes                            | Xbox 360, PlayStation Portable, PlayStation 3, Zune HD |
| Halfbrick Rocket Racing / Aero Racing       | Xbox 360, PlayStation Portable, PlayStation 3          |

2010
| Age of Zombies                    | iOS, PlayStation Vita, PlayStation 3 |
| Fruit Ninja                       | iOS, Android, Bada, Windows Phone    |
| Sunset Studio: Behind the Scenes! | Microsoft Windows                    |
| The Last Airbender                | Nintendo DS                          |
| Monster Dash                      | iOS                                  |
| Raskulls                          | Xbox 360                             |

2011
| de Blob 2                  | Nintendo DS   |
| Fruit Ninja FX             | Arcade        |
| Fruit Ninja Kinect         | Xbox 360      |
| Fruit Ninja Frenzy         | Facebook      |
| Age of Zombies             | Android       |
| Monster Dash               | Google Chrome |
| Jetpack Joyride            | iOS           |
| Fruit Ninja: Puss In Boots | Android, iOS  |
| Steambirds: Survival       | Android, iOS  |
| Age of Zombies Anniversary | iOS           |

2012
| Jetpack Joyride | Android, BlackBerry OS, Facebook, PlayStation Vita, Windows Runtime |

2013
| Fish out of Water                 | iOS          |
| Fruit Ninja Skittles              | Android, iOS |
| Band Stars                        | Android, iOS |
| Colossatron: Massive World Threat | Android, iOS |

2014
| Bears vs. Art      | Android, iOS |
| Birzzle Fever      | Android, iOS |
| Yes Chef           | Android, iOS |
| Radical Rappelling | Android, iOS |
| Top Farm           | Android, iOS |

2015
| Fruit Ninja Kinect 2             | Xbox One     |
| Fruit Ninja Academy: Math Master | Android, iOS |

2016
| Fruit Ninja VR | Microsoft Windows, PlayStation VR |
| Star Skater    | Android, iOS                      |
| Dan the Man    | Android, iOS                      |

2020
| Fruit Ninja 2 | Android, iOS |

## Halfbrick+
Halfbrick+ è un servizio a pagamento lanciato dalla Halfbrick nel 2023 che consente di giocare ai giochi mobile dell'azienda senza pubblicità e microtransazioni (come Fruit Ninja, riproposto su Halfbrick+ in versione Classic, una versione del gioco simile alle prime versioni di Fruit Ninja). Nel catalogo ci sono anche i vecchi giochi mobile dell'azienda che in passato non erano più disponibili negli store. Inoltre, con Halfbrick+ è  possibile anche testare nuovi giochi in accesso anticipato. Inizialmente era un servizio gratuito e bastava soltanto la creazione di un account Halfbrick+ per poter accedere ai giochi del catalogo, ma dal 2024 è diventato un servizio a pagamento, disponibile tramite abbonamento mensile o annuale.